# Joachim Schöneberger
Joachim Schöneberger (* um 1950) ist ein deutscher Filmproduzent.

## Kontroverse
Joachim Schöneberger geriet 2007 in die Schlagzeilen, da er als Geschäftsführer der Telefilm Saar, einer Tochter des Saarländischen Rundfunks in den Verdacht kam, mehr als 20 Millionen Euro veruntreut zu haben. Die Staatsanwaltschaft Saarbrücken leitete gegen ihn ein Ermittlungsverfahren wegen des Verdachts der Untreue und der Bilanzmanipulation ein.  Schöneberger wurde im Dezember 2009 vom Landgericht Saarbrücken zu zweieinhalb Jahren Gefängnisstrafe wegen Urkundenfälschung, Betrug und Untreue verurteilt.

## Filmografie (Auswahl)
- 1983: Tatort: Geburtstagsgrüße
- 1985: Fraulein
- 1997: Die Rättin
- 2000: Tatort: Die Möwe
- 2003: Veras Waffen
- 2004: Sterne leuchten auch am Tag
- 2004: Tatort: Teufel im Leib
- 2006: Tatort: Aus der Traum
- 2006: Das Geheimnis im Moor
- 2007: Tatort: Der Tote vom Straßenrand